# Lidköpings kommun
Lidköpings kommun är en kommun i Västra Götalands län, i före detta Skaraborgs län. Centralort är Lidköping.
Kommunens topografi kan delas in i tre områden i förhållande till förkastningszonen. Denna löper utmed Kinnevikens västra strand och vidare mot sydsydväst. Väster om förkastningszonen finns kala bergsryggar med mellanliggande lerområden och öster om den finns en flack och bördig sedimentslätt. Längs kommunens västra kust finns en sönderbruten skärgård. Traditionellt har kommunen varit en handelsort med hamn. I början av 2020-talet var de dominerande arbetsgivarna regionen, kommunen och flygvapnet genom Skaraborgs flygflottilj, F 7.  
Sedan kommunen bildades har befolkningstrenden varit positiv. Kommun har en lång tradition av socialdemokratiskt styre, efter valet 2018 bildades dock en blocköverskridande koalition mellan Centerpartiet, Kristdemokraterna, Miljöpartiet och Socialdemokraterna.

## Administrativ historik
Kommunens område motsvarar socknarna: Friel, Gillstad, Gösslunda, Hasslösa, Hovby, Häggesled, Härjevad, Järpås, Karaby, Kållands-Åsaka, Lavad, Lindärva, Mellby, Norra Härene, Norra Kedum, Otterstad, Rackeby, Råda, Saleby, Skalunda, Strö, Sunnersberg, Sävare, Söne, Tranum, Trässberg, Tun, Tådene, Uvered, Väla och  Örslösa. I dessa socknar bildades vid kommunreformen 1862 landskommuner med motsvarande namn. Inom området fanns även Lidköpings stad som 1863 bildade en  stadskommun. 
Den 21 februari 1919 inrättades Järpås municipalsamhälle i Järpås landskommun.
Vid kommunreformen 1952 bildades sju storkommuner i området: Järpås (av Häggesled, Järpås och Uvered), Kållands-Råda (av Kållands-Åsaka, Mellby och Råda), Norra Kålland (av Gösslunda, Otterstad, Rackeby, Skalunda, Strö och Sunnersberg), Saleby (av Härjevad, Trässberg och Saleby), Tun (av Friel, Karaby och Tun), Vinninga (av Hasslösa, Hovby, Lindärva, Norra Härene och Sävare) samt Örslösa (av Gillstad, Lavad, Norra Kedum, Söne, Tranum, Tådene, Väla och Örslösa). Lidköpings stad förblev oförändrad.
1 januari 1969 införlivades i staden Järpås, Kållands-Råda, Norra Kållands, Saleby, Tuns, Vinninga samt Örslösa landskommuner. Samtidigt upplöstes Järpås municipalsamhälle. Lidköpings kommun bildades vid kommunreformen 1971 genom en ombildning av Lidköpings stad.
Kommunen ingick från bildandet till 2009 i Lidköpings domsaga och kommunen ingår sedan 2009 i Skaraborgs domsaga.
| Tabell över kommunsammanslagningarna efter 1863 | Tabell över kommunsammanslagningarna efter 1863 | Tabell över kommunsammanslagningarna efter 1863 | Tabell över kommunsammanslagningarna efter 1863 | Tabell över kommunsammanslagningarna efter 1863 | Tabell över kommunsammanslagningarna efter 1863 | Tabell över kommunsammanslagningarna efter 1863 | Tabell över kommunsammanslagningarna efter 1863 |
| --- | ----------------------------------------------- | ----------------------------------------------- | ----------------------------------------------- | ----------------------------------------------- | ----------------------------------------------- | ----------------------------------------------- | ----------------------------------------------- |
| Tabellen nedan visar kommunsammanslagningarna till nuvarande Lidköpings kommun från 1863 och framåt. Färgerna antyder att man försökte hålla ihop häraderna när storkommunerna bildades. Tabellen illustrerar även att reformer sällan genomförs i ett steg: det behövs även förplanering, försök, steg, och efterjusteringar. Inga socknar, ingående i häraderna men som aldrig varit del av de kommuner som hamnade i Lidköpings kommun, är medtagna. |                                                 |                                                 |                                                 |                                                 |                                                 |                                                 |                                                 |
| Kommunsammanslagningarna till Lidköpings kommun |                                                 |                                                 |                                                 |                                                 |                                                 |                                                 |                                                 |
| före reformerna | före reformerna                                 | efter reformen 1862                             | dito 1952                                       | dito 1952                                       | dito 1971                                       |                                                 |                                                 |
| -1862 | -1862                                           | 1863-1951                                       | 1952-68                                         | 1969-70                                         | 1971-                                           |                                                 |                                                 |
| härad | socken, stad                                    | landskommun, stadskommun                        | "storkommun"                                    | "blockkommun"                                   | enhetlig kommun                                 |                                                 |                                                 |
| – | Lidköpings stad                                 | Lidköpings stad                                 | Lidköpings stad                                 | Lidköpings stad                                 | Lidköpings kn                                   |                                                 |                                                 |
| Kinnefjärding | Hasslösa sn                                     | Hasslösa ln                                     | Vinninga ln                                     | Lidköpings stad                                 | Lidköpings kn                                   |                                                 |                                                 |
| Kinnefjärding | Hovby sn                                        | Hovby ln                                        | Vinninga ln                                     | Lidköpings stad                                 | Lidköpings kn                                   |                                                 |                                                 |
| Kinnefjärding | Härene med Skofteby sn                          | Härene med Skofteby ln (Norra Härene 1886-)     | Vinninga ln                                     | Lidköpings stad                                 | Lidköpings kn                                   |                                                 |                                                 |
| Kinnefjärding | Lindärva sn                                     | Lindärva ln                                     | Vinninga ln                                     | Lidköpings stad                                 | Lidköpings kn                                   |                                                 |                                                 |
| Kinnefjärding | Sävare sn                                       | Sävare ln                                       | Vinninga ln                                     | Lidköpings stad                                 | Lidköpings kn                                   |                                                 |                                                 |
| Kålland | Hjerpås sn                                      | Hjerpås ln (Järpås 1902-)                       | Järpås ln                                       | Lidköpings stad                                 | Lidköpings kn                                   |                                                 |                                                 |
| Kålland | Häggesleds sn                                   | Häggesleds ln                                   | Järpås ln                                       | Lidköpings stad                                 | Lidköpings kn                                   |                                                 |                                                 |
| Kålland | Uvereds sn                                      | Uvereds ln                                      | Järpås ln                                       | Lidköpings stad                                 | Lidköpings kn                                   |                                                 |                                                 |
| Kålland | Mellby sn                                       | Mellby ln                                       | Kållands-Råda ln                                | Lidköpings stad                                 | Lidköpings kn                                   |                                                 |                                                 |
| Kålland | Råda sn                                         | Råda ln                                         | Kållands-Råda ln                                | Lidköpings stad                                 | Lidköpings kn                                   |                                                 |                                                 |
| Kålland | Åsaka sn                                        | Åsaka ln (Kållands-Åsaka 1886-)                 | Kållands-Råda ln                                | Lidköpings stad                                 | Lidköpings kn                                   |                                                 |                                                 |
| Kålland | Gösslunda sn                                    | Gösslunda ln                                    | Norra Kållands ln                               | Lidköpings stad                                 | Lidköpings kn                                   |                                                 |                                                 |
| Kålland | Otterstads sn                                   | Otterstads ln                                   | Norra Kållands ln                               | Lidköpings stad                                 | Lidköpings kn                                   |                                                 |                                                 |
| Kålland | Rackeby sn                                      | Rackeby ln                                      | Norra Kållands ln                               | Lidköpings stad                                 | Lidköpings kn                                   |                                                 |                                                 |
| Kålland | Skalunda sn                                     | Skalunda ln                                     | Norra Kållands ln                               | Lidköpings stad                                 | Lidköpings kn                                   |                                                 |                                                 |
| Kålland | Strö sn                                         | Strö ln                                         | Norra Kållands ln                               | Lidköpings stad                                 | Lidköpings kn                                   |                                                 |                                                 |
| Kålland | Sunnersbergs sn                                 | Sunnersbergs ln                                 | Norra Kållands ln                               | Lidköpings stad                                 | Lidköpings kn                                   |                                                 |                                                 |
| Kålland | Gillstads sn                                    | Gillstads ln                                    | Örslösa ln                                      | Lidköpings stad                                 | Lidköpings kn                                   |                                                 |                                                 |
| Kålland | Kedums sn                                       | Kedums ln (Norra Kedum 1886-)                   | Örslösa ln                                      | Lidköpings stad                                 | Lidköpings kn                                   |                                                 |                                                 |
| Kålland | Lavads sn                                       | Lavads ln                                       | Örslösa ln                                      | Lidköpings stad                                 | Lidköpings kn                                   |                                                 |                                                 |
| Kålland | Söne sn                                         | Söne ln                                         | Örslösa ln                                      | Lidköpings stad                                 | Lidköpings kn                                   |                                                 |                                                 |
| Kålland | Tranums sn                                      | Tranums ln                                      | Örslösa ln                                      | Lidköpings stad                                 | Lidköpings kn                                   |                                                 |                                                 |
| Kålland | Tådene sn                                       | Tådene ln                                       | Örslösa ln                                      | Lidköpings stad                                 | Lidköpings kn                                   |                                                 |                                                 |
| Kålland | Väla sn                                         | Väla ln                                         | Örslösa ln                                      | Lidköpings stad                                 | Lidköpings kn                                   |                                                 |                                                 |
| Kålland | Örslösa sn                                      | Örslösa ln                                      | Örslösa ln                                      | Lidköpings stad                                 | Lidköpings kn                                   |                                                 |                                                 |
| Skåning | Härjevads sn                                    | Härjevads ln                                    | Saleby ln                                       | Lidköpings stad                                 | Lidköpings kn                                   |                                                 |                                                 |
| Skåning | Saleby sn                                       | Saleby ln                                       | Saleby ln                                       | Lidköpings stad                                 | Lidköpings kn                                   |                                                 |                                                 |
| Skåning | Trässbergs sn                                   | Trässbergs ln                                   | Saleby ln                                       | Lidköpings stad                                 | Lidköpings kn                                   |                                                 |                                                 |
| Åse | Friels sn                                       | Friels ln                                       | Tuns ln                                         | Lidköpings stad                                 | Lidköpings kn                                   |                                                 |                                                 |
| Åse | Karaby sn                                       | Karaby ln                                       | Tuns ln                                         | Lidköpings stad                                 | Lidköpings kn                                   |                                                 |                                                 |
| Åse | Tuns sn                                         | Tuns ln                                         | Tuns ln                                         | Lidköpings stad                                 | Lidköpings kn                                   |                                                 |                                                 |

## Geografi
Kommunen är belägen i de norra delarna av landskapet Västergötland vid sjön Vänerns södra strand och kallar sig ofta Lidköping vid Vänern för att inte förväxlas med Linköpings kommun. Ån Lidan rinner från söder mot norr med utlopp i Kinneviken. Lidköpings kommun gränsar i öster till Götene kommun, i sydöst till Skara kommun, i söder till Vara kommun och i väster till Grästorps kommun, alla i före detta Skaraborgs län. I väster har kommunen en maritim gräns till Vänersborgs kommun och i nordväst till Melleruds kommun, båda i före detta Älvsborgs län.

### Topografi och hydrografi
Gnejser utgör majoriteten av kommunens  berggrund, vilken delas av en kraftig förkastningszon utmed Kinnevikens västra, branta strand och fortsätter mot sydsydväst. Kala bergsryggar med mellanliggande lerområden är vanliga i området väster om förkastningszonen. Längs kommunens västra kust, mot Dalbosjön, finns en sönderbruten skärgård och öster om förkastningszonen domineras av en flack och bördig sedimentslätt kring Lidan och dess tillflöden. Ett parti av de mellansvenska ändmoränerna finns sydväst om centralorten, vilka fortsätter mot nordväst och inkluderar den cirka sju kilometer långa Hindens udde.

### Naturskydd
År 2025 fanns 12 naturvårdsområden och naturreservat i Lidköpings kommun. Av dessa var Östra Sannorna det enda som förvaltades av kommunen.
Bland naturreservat hittas exempelvis Kedums-Torpa naturreservat, Hindens rev och Läckö skans. Det förstnämnda domineras av naturskogsartad barrblandskog med en ålder på cirka 150 år. Därtill finns ett flertal jätteträd,  tallar, som är över 200 år. Hindens rev är ett rev i Vänern som bildades i samband med inlandsisens avsmältning för 10 000 år sedan. Enligt sägnen är revet en "kärleksbro för två jättar, som byggde från varsitt håll av Vänerns strand". Det sistnämnda, Läckö skans, ligger vid Ullersundet, mellan Kålland och Kållandsö. Området ligger kring resterna av en befästning från 1600-talet. Där finns gott om ek, vilket bidrar till den biologiska mångfalden. Området är även klassat som Natura 2000-område.

### Administrativ indelning
Fram till 2016 var kommunen för befolkningsrapportering indelad i sex församlingar – Järpås, Kållands-Råda, Lidköping, Sunnersberg, Sävare och Örslösa.

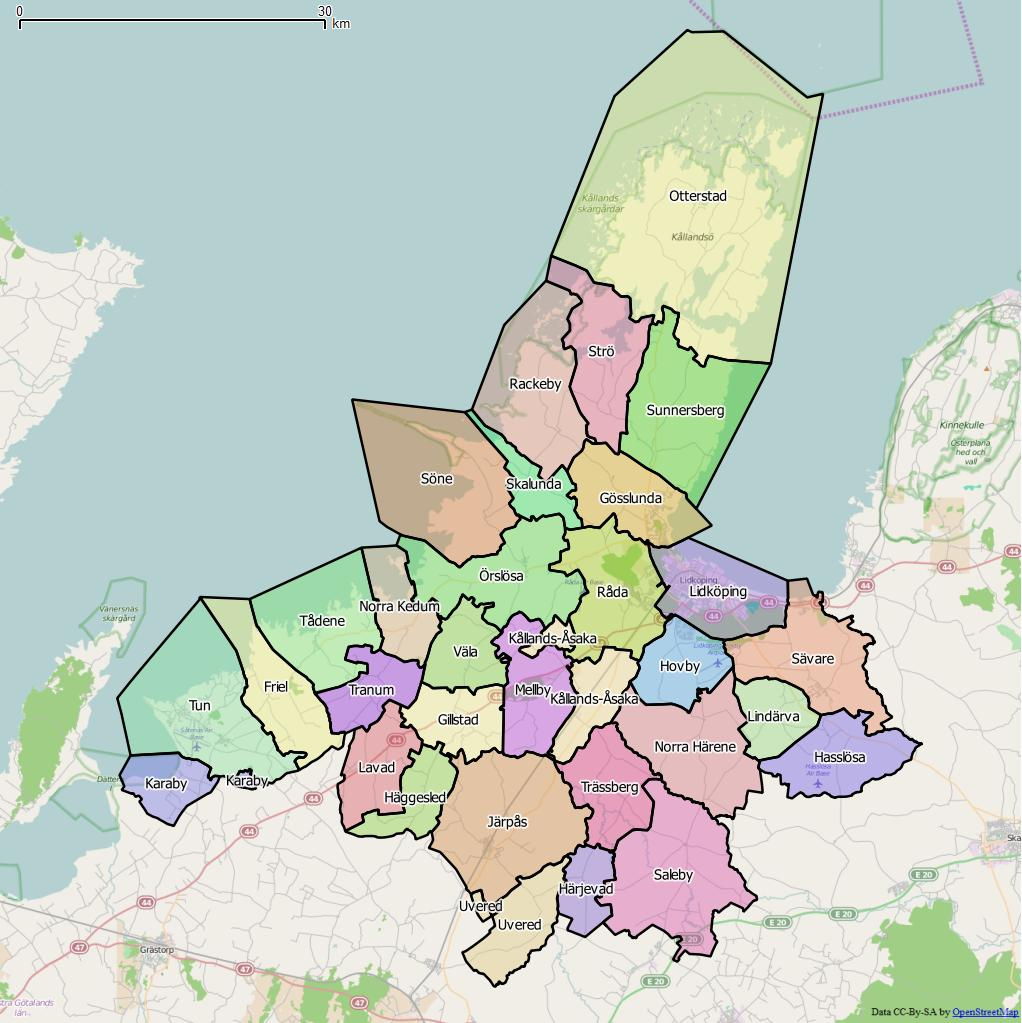
Distrikt inom Lidköpings kommun

Från 2016 indelas kommunen istället i 32 distrikt.
| De 32 distrikten i Lidköpings kommun |
| --- |
| - Friel - Gillstad - Gösslunda - Hasslösa - Hovby - Häggesled - Härjevad - Järpås - Karaby - Kållands-Åsaka - Lavad - Lidköping - Lindärva - Mellby - Norra Härene - Norra Kedum - Otterstad - Rackeby - Råda - Saleby - Skalunda - Strö - Sunnersberg - Sävare - Söne - Tranum - Trässberg - Tun - Tådene - Uvered - Väla - Örslösa |

### Tätorter
Totalt bodde 77,6 procent av kommunens invånare i någon av tätorterna 2020, vilket var lägre än genomsnittet för riket där motsvarande siffra var 87,6 procent. Enligt SCB:s tätortsavgränsning 2020 fanns åtta tätorter i kommunen:
Centralorten är i fet stil.
| Nr | Tätort          | Befolkning |
| -- | --------------- | ---------- |
| 1  | Lidköping       | 23 656     |
| 2  | Lidköping norra | 4 370      |
| 3  | Vinninga        | 1 070      |
| 4  | Järpås          | 790        |
| 5  | Filsbäck        | 667        |
| 6  | Örslösa         | 321        |
| 7  | Saleby          | 224        |
| 8  | Mellby          | 210        |

## Styre och politik

### Styre
Kommun har en lång tradition av socialdemokratiskt styre. Mandatperioden 2010–2014 styrdes kommunen av de rödgröna, vilka samlade 28 av 51 mandat. 
Efter valet 2014 behöll de rödgröna makten och behöll även 28 av de 51 mandaten. Efter valet 2018 bildades en blocköverskridande koalition mellan Centerpartiet, Kristdemokraterna, Miljöpartiet och  Socialdemokraterna. Av samarbetsprogrammet framgick exempelvis satsningar på minska barngrupper i förskolan, landsbygdsskolorna, närproducerade säsongsprodukter i mat tillagad i kommunens kök och på "alternativa driftsformer".

### Kommunfullmäktige

#### Presidium
| Presidium 2022–2026    | Presidium 2022–2026 | Presidium 2022–2026 |
| ---------------------- | ------------------- | ------------------- |
| Ordförande             | M                   | Carl Rudbeck        |
| Förste vice ordförande | V                   | Ann-Carin Landström |
| Andre vice ordförande  | S                   | Kajsa Ezelius       |

#### Mandatfördelning 1970–2022
| 3 | 19 | 12 | 9 |  | 5 |

| 44 |

| 3 | 19 | 13 | 7 |  | 6 |

| 41 | 8 |

| 3 | 18 | 3 | 12 | 6 |  | 6 |

| 39 | 10 |

| 4 | 18 | 6 | 9 | 5 |  | 8 |

| 38 | 13 |

| 4 | 20 | 3 | 8 | 4 |  | 10 |

| 38 | 13 |

| 3 | 20 |  |  | 8 | 7 |  | 8 |

| 36 | 15 |

| 4 | 20 | 3 | 9 | 6 |  | 7 |

| 33 | 18 |

| 4 | 18 |  |  | 8 | 5 | 4 | 9 |

| 35 | 16 |

| 6 | 21 |  | 7 | 4 |  | 9 |

| 29 | 22 |

| 7 | 19 |  | 6 | 3 | 5 | 9 |

| 29 | 22 |

| 6 | 21 |  | 5 | 4 | 5 | 8 |

| 28 | 23 |

| 4 | 21 |  | 5 |  | 5 | 12 |

| 29 | 22 |

| 4 | 21 | 3 |  | 4 | 3 | 3 | 11 |

| 29 | 22 |

| 4 | 21 |  | 4 | 4 | 4 | 3 | 9 |

| 29 | 22 |

| 3 | 18 |  | 6 | 5 | 5 | 3 | 9 |

| 31 | 20 |

| 4 | 16 |  | 7 | 4 | 4 | 4 | 10 |

| 28 | 23 |

### Nämnder

#### Kommunstyrelse
Kommunstyrelsens presidium är även kommunens kommunalråd.
| Presidium 2025–2026    | Presidium 2025–2026 | Presidium 2025–2026 |
| ---------------------- | ------------------- | ------------------- |
| Ordförande             | S                   | Gustav Edvinsson    |
| Förste vice ordförande | C                   | Frida Nilsson       |
| Andre vice ordförande  | M                   | Bertil Jonsson      |

#### Lista över kommunstyrelsens ordförande
- Kjell Hedvall, Socialdemokraterna, 1994–2017[21]
- Jonas Sundström, Socialdemokraterna, 2017–2022[22][23]
- Ulrika Gartman Blom, Moderaterna, 2022–september 2023[24]
- Bertil Jonsson, Moderaterna, 27 november 2023–1 mars 2025[25][26]
- Gustav Edvinsson, Socialdemokraterna, 1 mars 2025–[26]

Denna lista hämtas från Wikidata. Informationen kan ändras där.

#### Övriga nämnder
| Nämnd                         | Ordförande | Ordförande                | Förste vice ordförande | Förste vice ordförande | Andre vice ordförande | Andre vice ordförande |
| ----------------------------- | ---------- | ------------------------- | ---------------------- | ---------------------- | --------------------- | --------------------- |
| Bildningsämnden               | C          | Andreas Bill              | S                      | Kristin Persson        | L                     | Pär Johnson           |
| Fritids- och föreningsnämnden | S          | Roger Ahlén               | S                      | Rolf Blomqvist         | L                     | Ewa Sunnercrantz      |
| Krisledningsnämnden           | S          | Gustav Edvinsson          | M                      | Bertil Jonsson         |                       |                       |
| Kulturnämnden                 | S          | Gabrijela Pasagic         | V                      | Jenny Hallström        | KD                    | Maria Edström         |
| Miljö- och byggnadsnämnden    | S          | Camilla Lundgren          | S                      | Camilla Pedersen       | M                     | Carl Rudbeck          |
| Servicenämnden                | S          | Ingrid Åberg              | MP                     | Marianne Bonnevier     | M                     | Mats Joräng           |
| Valnämnden                    | C          | Rolf Larsson              | S                      | Anders Löfving         |                       |                       |
| Välfärdsnämnden               | S          | Lena Olofsdotter Jenemark | C                      | Lillemor Holgersson    | KD                    | Tommy Larsson         |
| Överförmyndarnämnden          | L          | Pär Nyström               | M                      | Jörgen Svederberg      | M                     | Roland Larsson        |

Källa:

### Vänorter
- Kouvola, Finland
- Nord-Aurdal, Norge
- Skanderborg, Danmark
- Utena, Litauen

## Ekonomi och infrastruktur

### Näringsliv
Traditionellt har kommunen varit en handelsort med hamn. I början av 2020-talet var de dominerande arbetsgivarna regionen, kommunen och flygvapnet genom Skaraborgs flygflottilj, F 7. Bland större företag hittades  Fazer Bageri AB, UVA Lidköping AB som tillverkar precisionsslipmaskiner, förpackningstillverkaren Petainer Lidköping AB och det franskt laboratorieföretaget   Eurofins Food & Feed Testing Sweden AB. I anslutning till hamnen finns rederiet Erik Thun AB.

### Infrastruktur

#### Transporter
Längst ner i söder passerar europaväg 20 genom kommunen. I väst-östlig riktning genomkorsas kommunen av riksväg 44 varifrån länsväg 187 tar av åt sydväst och riksväg 49 tar av åt sydöst i Lidköping. 
Från sydväst mot öster genomkorsas kommunen av järnvägen Kinnekullebanan som trafikeras av regiontåget Västtågen mellan Herrljunga, Mariestad och Hallsberg med stopp i Järpås, Lovene, Framnäs city, Lidköping och Filsbäck.
I Såtenäs Lidköping-Såtenäs flygplats finns en flygbas som används av flygflottiljen F 7. Där finns bland annat samtliga av  Försvarsmaktens Herculesplan. I kommunen fanns tidigare vägar byggda för att användas som vägbaser. Andra flygbaser är exempelvis Hasslösa flygbas och Råda flygbas.
I kommunen finns Lidköpings hamn. Denna har kapacitet att ta emot fartyg med tonnage upp till 4 500 ton. Enligt uppgifter från 2022 hanterade hamnen stora volymer foder, gödning, spannmål och råvaror för cementindustrin. En inslag av gods som ökat var emballerat avfall för förbränning i Lidköpings värmeverk.

## Befolkning

### Demografi

#### Befolkningsutveckling
Lidköping har traditionellt sett varit den mest befolkade staden i Skaraborg men vid 1920-talets början gick Skövde om, mycket tack vare Västra stambanan.
Kommunen har 40 401 invånare (31 mars 2025), vilket placerar den på 66:e plats avseende folkmängd bland Sveriges kommuner.
| Befolkningsutvecklingen i Lidköpings kommun 1970–2020 | Befolkningsutvecklingen i Lidköpings kommun 1970–2020 | Befolkningsutvecklingen i Lidköpings kommun 1970–2020 | Befolkningsutvecklingen i Lidköpings kommun 1970–2020 | Befolkningsutvecklingen i Lidköpings kommun 1970–2020 |
| ----------------------------------------------------- | ----------------------------------------------------- | ----------------------------------------------------- | ----------------------------------------------------- | ----------------------------------------------------- |
|                                                       |                                                       |                                                       |                                                       |                                                       |
| År                                                    |                                                       |                                                       | Folkmängd                                             |                                                       |
| 1970                                                  | 1970                                                  |                                                       | 34 916                                                |                                                       |
| 1975                                                  | 1975                                                  |                                                       | 34 625                                                |                                                       |
| 1980                                                  | 1980                                                  |                                                       | 35 061                                                |                                                       |
| 1985                                                  | 1985                                                  |                                                       | 35 212                                                |                                                       |
| 1990                                                  | 1990                                                  |                                                       | 35 801                                                |                                                       |
| 1995                                                  | 1995                                                  |                                                       | 36 769                                                |                                                       |
| 2000                                                  | 2000                                                  |                                                       | 36 802                                                |                                                       |
| 2005                                                  | 2005                                                  |                                                       | 37 380                                                |                                                       |
| 2010                                                  | 2010                                                  |                                                       | 38 048                                                |                                                       |
| 2015                                                  | 2015                                                  |                                                       | 39 009                                                |                                                       |
| 2020                                                  | 2020                                                  |                                                       | 40 328                                                |                                                       |

## Kultur

### Museum
År 2022 fanns sju museer i kommunen. Som exempel kan nämnas F 7 Gårds- och flottiljmuseum som skildrar "hur en herrgård har förvandlats från ett stort gods till en modern flygflottilj". På området visas den ursprungliga gården likväl som flygvapnets historia. Ett annat exempel är Vänermuseet som visar utställningar inom onrådeb som konst, hållbarhet, konmunens historia och djurlivet i Vänern. Andra exempel är Rörstrand museum, Idrottsmuseum och Läckö slott.

### Kulturarv
I byn Resville finns ett flertal kulturarv samlade. Exempelvis finns här flera medeltida lämningar så som tre bevarade kvarnar. Ett senare kulturarv är Limtorget, ett av de områden som klarade sig undan branden i den gamla staden Lidköping 1849. Limtorget  huserar idag både bostäder och verksamheter. Det fanns sju byggnadsminnen i kommunen 2022. Bland dessa hittas exempelvis Lidköpings rådhus. Bland andra kulturarv hittas exempelvis Navens fyr och Spikens fiskehamn.

### Kommunvapen
Blasonering: I fält av guld en naturfärgad biskop med röd klädnad och röda handskar, sittande på en röd stol med högra handen välsignande uppsträckt och med en röd kräkla i vänstra handen samt i stammen åtföljd av tre (1,2) på en röd bok liggande kulor.
Biskopen har funnits med sedan början av 1500-talet. Vid den kungliga fastställelsen av Lidköpings stads vapen på 1940-talet lades boken och kulorna till för att visa att det är frågan om S:t Nikolaus. Ingen av de övriga tidigare kommunala enheter som ingår i Lidköpings kommun hade några vapen, så det registrerades oförändrat för kommunen i PRV 1974.
Idag använder Lidköpings kommun för det mesta en logotyp föreställande Lidköpings rådhus och sjön Vänern.